# Reign
Reign ist eine US-amerikanische Fernsehserie über das Leben der jungen Mary Stuart am französischen Hof. Die Serie wurde seit 2013 von den Produktionsstudios Warner Bros. Television und CBS Television Studios für den Fernsehsender The CW produziert. Die Erstausstrahlung in den Vereinigten Staaten erfolgte am 17. Oktober 2013 im Anschluss an Vampire Diaries auf The CW.
Im Juni 2017 endete die Serie mit der 16. Folge der vierten Staffel.

## Handlung
Frankreich 1557: Die 15-jährige Mary Stuart ist seit ihrem sechsten Lebensjahr mit Francis, dem Thronfolger von Frankreich, verlobt. Sie kommt mit ihren Hofdamen Lola, Kenna, Greer und Aylee an den französischen Hof, um dort den jungen Francis zu heiraten. Am Hof hat Mary nicht nur mit den politischen Änderungen, sondern auch mit den sexuellen, intriganten Machtspielen zu kämpfen. Daneben muss sie sich mit den aufkeimenden Gefühlen für Francis sowie für dessen Halbbruder Sebastian herumschlagen. Auch Marys Hofdamen haben ihre Probleme mit der Liebe und den Männern zu klären.
Währenddessen versucht Francis’ Mutter, Catherine de’ Medici, die anstehende Ehe ihres Sohnes zu verhindern, da ihr Berater Nostradamus die Vision hatte, dass die Hochzeit zwischen Francis und Mary zu dessen Tod führen wird.

### Staffel 1
Königin Mary kommt nach einem missglückten Giftanschlag am französischen Hof an und soll die zukünftige Frau von Prinz Francis werden, dem sie schon seit Kindheitstagen versprochen ist. Francis sucht zunächst Abstand zu Mary, da er nicht sicher ist, ob die Allianz mit Schottland das beste für Frankreich ist. Aber je länger Mary am Hof ist, desto mehr verliebt er sich in sie. Auch ihre Hofdamen versuchen sich am Hof mit der Liebe. Lady Lolas Liebschaft reist ihr aus Schottland nach und wird nach einem, von der Königin beauftragten, missglückten Vergewaltigungsversuch angeblich hingerichtet, kann aber in den Wald fliehen, wo er Opfer eines Rituals wird. Bash, der Bastard des Königs, findet ihn und will diese Rituale beenden. Lady Kenna, eine weitere Hofdame, wird die Mätresse des Königs, allerdings nicht lange, da sie mit ihrer Eifersucht den König schnell von sich stößt, da er weiterhin seine alte Mätresse Diane besucht. Greer ist Marys reichste Hofdame, hat aber keinen Titel. Daher soll sie einen adeligen Mann heiraten, was sich als schwierig herausstellt, da sie, nach einem missglückten Date, ihr Herz an einen Küchenjungen namens Leith verloren hat. Lady Aylee, die jüngste Hofdame, stirbt nach einem Giftcocktail, sie wird von dem „Geist“ Clarissa vergiftet und vom Geländer gestoßen, um Mary zu retten.
Die Königin hat geschworen, Mary zu töten, weil Nostradamus ihr prophezeit hat, dass ihr Sohn Francis stirbt, sollte er Mary heiraten. Als Mary von dieser Vision erfährt, bläst sie die Hochzeit mit Francis ab und schlägt dem König vor, stattdessen den Bastard Bash legitiminieren zu lassen, um ihn zu ehelichen. Die Königin Catherine wird daraufhin festgenommen und soll geköpft werden, da sie einer Ehe-Annullierung nicht zustimmt. Francis verlässt nichtsahnend den Hof. Mary und Bash verlieben sich, aber Bash hat durch die Intrigen der Königin Schwierigkeiten, am Hof anerkannt zu werden. Mary schlägt ihm vor, den Vatikan durch eine Hochzeit zur Legitimierung zu zwingen, und Bash stimmt zu. Bevor sie heiraten können, kommt Francis nach einer gemeinsamen Nacht mit Lola zurück an den Hof, um seine Mutter zu retten. Diese kennt die neue Vision von Nostradamus. Diese hat sich durch den Tod vom Geist Clarissa verändert, da sich herausstellt, dass sie das erste Kind der Königin war und von ihr verstoßen wurde, weil sie durch eine Affäre entstand und ein weggeschnittenes Muttermal auf der Wange vom ursprünglichen Vater geerbt hat. Die Königin schafft es, die Hinrichtung abzuwenden, und Francis und Mary heiraten. Bash wird verstoßen und bekommt dadurch wieder sein Ziel vor Augen, das Opferritual zu verhindern und den Schuldigen dafür zu finden und zu stellen. Dafür benötigt er aber Hilfe vom König und von Francis.
Am Tag der Hochzeit verändert sich Nostradamus’ Vision, und er sieht wieder den Tod für Francis im ersten Ehejahr, was er aber verschweigt. Da diese nur zustande kommt, weil er erfährt, dass Clarissa noch lebt. Der König ist mittlerweile immer verwirrter, bringt seine Bettgefährtinnen um und zettelt Kriege und Schlachten an, die er nicht gewinnen kann, was Francis zwingt, in den Krieg zu ziehen. Greer lernt in der Zwischenzeit Aloisius kennen und verlobt sich mit ihm, denn ihre wahre Liebe, Leith, musste in den Krieg, nachdem ihre Affäre bekannt wurde. Der König wird immer verrückter und verheiratet unter Zwang Bash und Kenna, die sich anfänglich nicht mögen, sich aber mit der Zeit lieben lernen. Lola ist nach der Liebesnacht von Francis schwanger und entscheidet sich, das Kind, einen Jungen, zu bekommen. Sie entscheidet sich aber dagegen, sich offiziell als Mätresse zu bezeichnen. Während seiner Abwesenheit will der König Mary heiraten und Francis umbringen. Francis kommt ihm aber zuvor und bringt König Henry unerkannt bei einem Lanzentunier um.

### Staffel 2
Nachdem die Pest ausgebrochen ist, als Bash den Schatten umgebracht hat, leidet das Land an Hungersnot und unzähligen Toten. Unter den Toten ist auch der Sohn von Lord Narcisse, der Getreidehauptlieferant. Dieser schwört Rache, als er herausfindet, dass Mary und Nostradamus hinter Francis’ Rücken seinen Sohn, der völlig gesund war, in eine Zelle mit Pestkranken steckten und er dadurch starb. Er erpresst Mary und Francis. Nostradamus soll hingerichtet werden, und nur durch eine List kann dies verhindert werden. Schließlich gelingt ihm die Flucht. Mary und Francis werden gekrönt. Francis schwört ihr, dass sie gemeinsam regieren und einiges verändern werden. Doch Lord Narcisse erpresst Francis weiterhin, da er durch eine List herausfindet, dass Francis König Henry während des Turniers umgebracht hat. Mary weiß davon nichts und versucht weiterhin, gerecht zu herrschen. Francis ist aber durch die Erpressung gezwungen, ein Gesetz zu verabschieden, das die Heiden und Anhänger Luthers zu Ketzern macht und den Katholiken die Macht gibt, diese hinzurichten oder zu bekehren, was im Krieg zwischen beiden Seiten endet. Francis stößt Mary immer mehr von sich, um sie nicht zu gefährden, und nutzt dafür auch die Enttäuschung, dass Mary eine Fehlgeburt hatte und immer noch keinen Erben hervorgebracht hat.
Die Königinmutter Catherine agiert mittlerweile im Hintergrund, um beim Volk nicht ganz in Vergessenheit zu geraten. Sie kauft auf eigene Rechnung Getreide ein, das sie an Dörfer heimlich verkauft. Aber auch sie hat Halluzinationen und sieht ihre toten Zwillingstöchter, mit denen sie regelmäßig redet und die von ihrer großen Schwester ermordet wurden. Diese kehrt auch wieder an den Hof zurück, soll aber laut ihrer Mutter so schnell wie möglich wieder verschwinden, da sie mit ihren ständigen Liebschaften, unter anderem auch mit Bash, nur Ärger einbringt. Greer ist immer noch mit Aloisius verlobt, trotz Leith, der mittlerweile selbst Land lebt und Anhänger  hat. Leith warnt sie vor der Hochzeit, da Aloisius ein Protestant ist und dadurch beide in Lebensgefahr schweben. Aber da er großzügig zu ihr und ihren Schwestern ist, was die Mitgift betrifft, und ihr Vater mittellos ist, heiratet sie ihn. Catherine und Mary sind auf der Flucht. Während einer Fahrt mit der Kutsche wird diese von einem wütenden Mob angegriffen. Um unerkannt zu bleiben, verschweigen sie ihre Identität, nur um auf Hochstapler zu treffen, die sich für den König und die Königin von Frankreich ausgeben. Eine königliche Wache steckt hinter dem Schwindel auf Befehl der englischen Königin. Lola fühlt sich immer mehr zu Lord Narcisse hingezogen und verweigert Francis die Unterstützung, um den Lord zu verraten. Mary, die immer versucht, den Konflikt zwischen den Religionen zu beenden, schlägt vor, dass die katholische Prinzessin Claude und der protestantische Louis Condé, ein Cousin Francis’, heiraten. König Francis und Bash sind auf der Suche nach Montgomery, der Reiter, gegen den Francis’ Vater eigentlich hätte reiten sollen. In ihrer Abwesenheit wird das Schloss von Protestanten angegriffen, die es bis ins Schlafgemach von Mary schaffen. Francis kehrt zurück und beschließt, mit härterer Hand zu regieren. Die Folge ist die Festnahme von Hunderten Protestanten, unter denen auch Marys Peiniger sind. Ohne Ruhe zu finden, machen sich Königin Mary und Louis Condé selbst auf die Suche. Ausfindig gemacht, droht den Männern eine blutige Rache. Catherine versucht ihre Tochter zu vergiften, um Vergeltung für ihre toten Zwillingstöchter zu bekommen. Greer versucht, die Beweise verschwinden zu lassen, die sie und ihren Mann in Verbindung mit dem protestantischen Angriff auf das Schloss bringen könnten. Das gespendete Geld ihres Mannes, mit dem der Bau einer Schule hätte finanziert werden sollen, wurde für den Angriff genutzt. Condé kann seine Gefühle für Mary nicht mehr verbergen. Marys Mutter ist todkrank, und sie wünscht sich nicht sehnlicher als einen Enkel. Die Ehe zwischen Francis und Mary ist nicht mehr wie vorher. Sie gesteht sich nach langer Zeit ein, die Gefühle von Condé zu erwidern.
Condé bekommt währenddessen ein Heiratsangebot von Elisabeth I., Marys schlimmster Feindin. Leith will Greer heiraten, ihr Ehemann sitzt im Gefängnis, sie selbst verlor alles. Sie muss ihre Ehe annullieren, um ihn zu heiraten. Sie verdient ihr Geld nun als Zuhälterin. Leith will mit ihrer Heirat, dass sie das Geschäft aufgibt, und Greer macht ihm deutlich, dass sie ihn nicht heiraten kann. Hinter Francis’ Rücken plant Mary ihre Rückkehr nach Schottland, und das zusammen mit Condé. Catherine erfährt von diesem Verrat und beichtet ihn ihrem Sohn, der zusammenbricht. Der König von Frankreich ist todkrank, und seine Frau steht vor einer schweren Entscheidung.
Bash lernt die junge Heilerin Delphine kennen, die sein Leben rettete. Auf seiner Reise trifft er auf Clarissa, und überzeugt davon, ihr Tod könnte Francis das Leben retten, tötet er sie. Mary beendet die Beziehung mit Condé, um bei ihren Mann zu bleiben. Kenna und Bash wollen ihre Ehe beenden, sie lernte General Renaude kennen und fing eine Affäre mit ihm an. Condé, der heimlich die Königin von England heiratete, ist auf der Flucht. Jemand zerstörte alle Beweise für die Eheschließung. Elisabeths Truppen kommen zur Unterstützung, und er plant einen Angriff auf das Schloss.
Mary will kein Blutvergießen, sie schleicht sich hinaus und geht zu Condé. Catherine ist fest entschlossen, dass ihre Schwiegertochter sie alle verraten hatte, und ist sich nicht bewusst, dass Mary ihren eigenen Plan verfolgte. Sie schafft es, Condés Vertrauen zu gewinnen, und schaffte es mit Greers Hilfe, Condés Männer zu zerstreuen. Sie sticht den verwirrten Condé nieder, der überlebt und im Kerker des Schlosses weggesperrt wird. Eine grausame Nachricht erschüttert den König, und der Verrat einer blutsverwandten Person lässt ihn und Mary näher zusammenwachsen.

### Staffel 3
Catherine hat Zuflucht bei der Königin von England gesucht, und zusammen schmieden sie Pläne, um gegen ihren gemeinsamen Feind vorzugehen, Königin Mary. Francis kann die Wahrheit nicht länger verbergen und gesteht Mary, dass er bald sterben wird. Er lässt nach seinem Bruder Charles schicken. Dieser soll nach Francis’ Ableben König werden und Mary heiraten. Lord Narcisse möchte Lola den Hof machen, ganz zum Missfallen des Königs. Delphine, die wegen Mordes angeklagt wurde, flieht noch immer und beharrt auf ihrer Unschuld. Das Königspaar schafft es, Catherine gefangen zu nehmen. Die Krankheit macht dem König immer mehr zu schaffen, und Feinde nutzen diese Schwäche aus. Narcisse bekommt die Erlaubnis zu einer sofortigen Heirat mit Lola. Bash findet Delphine und bringt sie ins Schloss. Francis bittet Mary, ihm von ihrer gemeinsamen Zukunft zu erzählen, er lauscht ihr und stirbt. In dem Moment bringt Bash Delphine zu Mary, die sie anfleht, ihren Ehemann wieder ins Leben zu holen. Der Preis ist ein anderes Leben. Mary bietet sich an, doch das kann sie nicht entscheiden. Delphine heilt Francis, und er lebt weiter, während die Heilerin zusammenbricht. In Schottland schreibt Marie de Guise an ihre Tochter, sie bricht zusammen und ist tot. Francis geht es sichtlich besser. Mary stimmt einem Friedensangebot von England zu und verzichtet auf ihren Anspruch auf den englischen Thron. Nostradamus kehrt an den französischen Hof zurück, um Catherine zu warnen, Francis’ Leben sei in Gefahr. Der König und die Königin wollen eine Reise nach Paris antreten, sie werden überfallen, und nach einem langen Kampf erliegt Francis seinen Wunden. Mary, die England als Angreifer vermutet, verbrennt das Friedensdokument.
Drei Wochen nach dem Tod ihres Mannes löst Mary die Allianz ihrer Länder. Auf der Suche nach einer neuen Verbindung lässt sie nach Don Carlos, Prinz von Spanien, schicken. Catherine sorgt sich, dass sie nicht als Regentin für ihren Sohn Charles gewählt wird. Um sich die Stimme von Lord Narcisse zu sichern, verführt sie ihn und sabotiert seine Ehe. Elisabeth sendet einen ihrer Vertreter nach Frankreich, um die Heiratspläne von Mary zu vereiteln. Die Untersuchung von Francis’ Leichnam führt zu der Erkenntnis, dass er vergiftet wurde. Durch ihre bekannten Fähigkeiten als Giftmischerin wird Catherine beschuldigt, ihren Sohn vergiftet zu haben. Narcisse wird zum neuen Regenten erklärt. Bash und Delphine sind auf der Spur eines Serienmörders, der seinen Opfern die Herzen herausschnitt und diese in Gläsern sammelte.
Der Verlobung von Mary und Don Carlos steht nur noch ein Geheimnis im Weg, Don Carlos ist ein Masochist. Der spanische Thronprinz erleidet eine schwere Kopfverletzung und ist von dem Zeitpunkt an hirngeschädigt. Catherine schafft es, ihre Unschuld zu beweisen. Lolas Familie wurde von Königin Elisabeth in England gefangen genommen, und für ihre Freiheit muss Lola an den englischen Hof kommen. Mary verlobt sich mit Don Carlos, der sie bedingungslos anhimmelt und ihr jeden Wunsch erfüllt. Don Carlos erlangt sein Gedächtnis wieder und sinnt auf Rache, er will Marys Krone und ihren Tod. Elisabeth ist schwanger von ihrer Affäre mit Robert Dudley, dessen Frau Selbstmord begeht und ihren Mann als Hauptverdächtigen zurücklässt. Leith geht eine Beziehung mit Claude ein, doch Narcisse hat für die Prinzessin andere Pläne. Charles entzieht Narcisse sein Amt, und Königinmutter Catherine wird Regentin. Die englische Königin wird vergiftet und verliert daraufhin ihr Baby. Greer ist deutlich anzusehen, dass sie schwanger ist. Als der Vater des Kindes, Freibeuter Martin, zurückkehrt, offenbart sie ihm, das Kind wegzugeben. Mary befreit mit Hilfe von Soldaten Lord Castleroy aus dem Gefängnis, der daraufhin zusammen mit Greer ein neues Leben beginnt. Charles’ Krönung steht bevor, während Mary immer noch auf der Suche nach einem neuen Verehrer ist. Die schottische Königin steht vor der Entscheidung, ihre Cousine zu opfern. Catherine muss sich ihrer verdrängten Vergangenheit stellen, aufgeführt als Theaterstück. Bash ist fest entschlossen, die Männer zu finden, die Catherine bedrohen.
Am englischen Hof freunden sich Lola und Elisabeth an. Die Probleme in Schottland drängen Mary zum Handeln. Durch eine Nachricht von Lola erfährt sie, dass es der richtige Zeitpunkt für eine Abreise wäre. Catherine wird des Mordes beschuldigt, und das Schloss steht kurz vor einem Angriff. Die sich am Hafen befindende Mary muss eine Entscheidung treffen: Catherine helfen oder sofort abreisen. Das Schiff, mit dem die junge Königin reist, gerät in einen Sturm und strandet an einer Küste. In Frankreich versucht Charles, seiner Mutter die Macht zu entreißen. Die Nachricht übers Marys Tod bringt Elisabeth dazu, nach dem schottischen Thron zu greifen. Mary, die den Sturm überlebte und ihre Identität verschwieg, tritt dem Mörder ihres Mannes gegenüber. Lola wird beschuldigt, ein schwerwiegendes Verbrechen begangen zu haben, das sie mit ihrem Leben bezahlt. Leith wird durch die Männer von Mattel de Guise, Sohn von Herzog de Guise, ermordet. Mary festigt ihren Standpunkt als Königin von Schottland, sie will Elisabeth fallen sehen und ihr Land erobern.

### Staffel 4
Königin Mary ist unsicher, wem sie noch trauen kann. Am französischen Hof trifft Catherines älteste Tochter, Elisabeth von Valois, kurz Leeza, ein. Einer von Marys Beratern verrät Geheimnisse an England, und Königin Elisabeth versucht mit der Hilfe von Lord Narcisse, ihre Macht zu stärken. Catherine ist damit beschäftigt, für Claude einen Ehemann zu finden. Mary bekommt einen Überraschungsbesuch von Lord Darnley und sieht die Vorteile eines Zusammenschlusses. Lord Darnley muss Mary seine Treue beweisen, als sie die Hochzeit in Frage stellt. Der französische Thron gerät in Gefahr, und Königin Mary muss sich mit politischen Auswirkungen auseinandersetzen, König Charles ist geflüchtet, und Königin Elisabeth eilt Gideon zur Hilfe. Die Hochzeit mit Lord Darnley hängt in der Schwebe. Mary ist gezwungen, Catherines Hilfe in Anspruch zu nehmen. Die Hochzeit von Mary und Darnley wird mit einem rauschenden Fest zelebriert, die Folge, Städte an der Grenze wandten sich von England ab. Verzweifelt versucht Elisabeth, eine gute Partie zu finden. Catherines Sohn Henry III. versucht indes, den französischen Thron zu besteigen. Bei der Geburt ihres Kindes schwebt Mary in Lebensgefahr. Ihr Sohn, James, wird geboren. Dazu kommt, dass die Königin eine Entscheidung trifft, die alles für immer verändert. Sie kämpft nun ums Überleben. Elisabeth bereitet sich auf den Krieg vor und bemerkt, dass sie und Mary nicht ähnlicher sein könnten. Sie lässt Mary einkerkern und diese wird dann geköpft. 
Mary erwacht in einem Ehebett. Neben ihr im Bett liegt Francis. Er sagt ihr, er habe auf sie gewartet und auf ihre Frage, ob dieses Wiedersehen mit ihm real ist, antwortet er: „Nichts ist mehr real.“. Nachdem er sie geküsst hat, nimmt er sie mit nach draußen und die beiden rennen über eine Wiese. Sie sind glücklich, wieder miteinander vereint zu sein. Es ist nicht klar ob dieser Akt nur in ihren Gedanken stattfindet oder die beiden wirklich im Himmel sind.

## Produktion
Am 25. Januar 2013 bestellte The CW das Kostümdrama Reign für eine Pilotfolge. Die Hauptrolle der Mary Stewart ging im Februar an Adelaide Kane. Die Hauptrollen spielen allesamt Schauspieler aus Kanada, Australien und dem Vereinigten Königreich. Der Serienpilot wurde in Irland gedreht.
Am 9. Mai 2013 bestellte der Sender eine erste Staffel mit 13 Episoden, die im November 2013 um neun weitere Episoden aufgestockt wurde, sodass die Staffel auf 22 Episoden kommt. Im Februar 2014 wurde die Serie frühzeitig um eine zweite Staffel verlängert. Im Mai 2014 wurde Jonathan Keltz in seiner Rolle des Leith vom Nebendarsteller zum Hauptdarsteller befördert. Am 11. Januar 2015 hat der Sender The CW die Serie um eine dritte Staffel verlängert.

## Besetzung
Die Deutsche Synchron Film in Berlin vertonte die Serie. Änne Troester (Staffel 1), Dirk Bublies und Sarah Riedel (ab Staffel 2) schrieben die Dialogbücher, Bublies führte zudem die Dialogregie.

### Hauptbesetzung
| Rollenname                        | Schauspieler    | Bild            | Hauptrolle (Folge) | Nebenrolle (Folge)  | Synchronsprecher      |
| --------------------------------- | --------------- | --------------- | ------------------ | ------------------- | --------------------- |
| Mary Stuart                       | Adelaide Kane   | Adelaide Kane   | 1.01–4.16          |                     | Nadine Zaddam Leopold |
| Catherine de’ Medici              | Megan Follows   | Megan Follows   | 1.01–4.16          |                     | Silke Matthias        |
| Sebastian „Bash“ de Poitiers      | Torrance Coombs | Torrance Coombs | 1.01–3.18          |                     | Nico Sablik           |
| König Franz II. von Frankreich    | Toby Regbo      | Toby Regbo      | 1.01–3.05          | 3.15, 4.16          | Ozan Ünal             |
| Lola                              | Anna Popplewell | Anna Popplewell | 1.01–3.18          |                     | Marieke Oeffinger     |
| Kenna                             | Caitlin Stasey  | Caitlin Stacey  | 1.01–2.22          |                     | Julia Meynen          |
| Greer von Kinross                 | Celina Sinden   |                 | 1.01–4.16          |                     | Anne Düe              |
| König Heinrich II. von Frankreich | Alan van Sprang |                 | 1.01–1.22          | 2.10–2.12           | Oliver Siebeck        |
| Aylee                             | Jenessa Grant   |                 | 1.01–1.08          |                     | Maria Hönig           |
| Leith Bayard                      | Jonathan Keltz  |                 | 2.01–3.18          | 1.01–1.22 4.04–4.06 | Konrad Bösherz        |
| Louis Condé                       | Sean Teale      | Sean Teale      | 2.01–2.22          | Ricardo Richter     |                       |
| Lord Stéphane Narcisse            | Craig Parker    | Craig Parker    | 2.06–4.16          | 2.01–2.05           | Bernd Vollbrecht      |
| Claude                            | Rose Williams   |                 | 2.10–4.16          | 2.07–2.09           | Nadine Heidenreich    |
| Elisabeth I.                      | Rachel Skarsten | Rachel Skarsten | 3.01–4.16          | 2.22                | Vera Teltz            |
| Robert Dudley                     | Charlie Carrick |                 | 3.01–3.18          |                     | Alexander Ziegenbein  |
| Gideon Blackburn                  | Ben Geurens     |                 | 3.09–4.14          | 3.06–3.08           |                       |
| James Stuard                      | Dan Jeannotte   |                 | 3.18–4.12          |                     | Roman Wolko           |
| Henry Stuart, Lord Darnley        | Will Kemp       | Will Kemp       | 4.01–4.16          |                     | Robert Glatzeder      |

### Gaststars
| Nostradamus                  | Rossif Sutherland    | 1.01–2.02, 2.22, 3.05       | Sven Gerhardt     |                    |           |              |
| Diane de Poitiers            | Anna Walton          | 1.01–1.08, 2.12             | Marion Elskis     |                    |           |              |
| Clarissa                     | Katie Boland         | 1.01–1.12, 2.18             | Jasmin Arnoldt    |                    |           |              |
| Colin McPhail                | Ashley Charles       | 1.01–1.02                   | Tobias Nath       |                    |           |              |
| Simon Westbrook              | Luke Roberts         | 1.02–1.04                   | Hendrik Martz     |                    |           |              |
| Charles                      | Peter DaCunha        | 1.02–1.12                   | Carlos Fanselow   | Spencer MacPherson | 3.01–4.16 | Dirk Petrick |
| Sara                         | Katy Grabstas        | 1.03–1.06                   | Anja Mentzendorff |                    |           |              |
| Lord Aloysius Castleroy      | Michael Therriault   | 1.05, 1.15–2.10, 3.14, 4.05 | Santiago Ziesmer  |                    |           |              |
| Olivia D’Amencourt           | Yael Grobglas        | 1.05–1.07, 1.14–1.18        | Anita Hopt        |                    |           |              |
| Marie de Guise               | Amy Brenneman        | 1.13, 2.15, 3.04            | Elisabeth Günther |                    |           |              |
| Remy „Lord Julien“           | Giacomo Gianniotti   | 1.16–1.21                   | Arne Stephan      |                    |           |              |
| Christian de Guise           | Gil Darnell          | 1.19–1.22, 2.14             | Peter Reinhardt   |                    |           |              |
| Antoine of Navarre           | Ben Aldridge         | 2.10–2.16, 3.03             |                   |                    |           |              |
| Sharlene                     | Linzee Barclay       | 2.14–2.17                   |                   |                    |           |              |
| Delphine                     | Alexandra Ordolis    | 2.15–3.15                   |                   |                    |           |              |
| General Renaude              | Vince Nappo          | 2.17–2.22                   |                   |                    |           |              |
| Amy Dudley                   | Clara Pasieka        | 3.01–3.09                   |                   |                    |           |              |
| William Cecil                | Tom Everett Scott    | 3.01–3.11                   | Frank Schröder    |                    |           |              |
| Nicholas                     | Nick Lee             | 3.02–3.06                   |                   |                    |           |              |
| Don Carlos                   | Mark Ghanimé         | 3.04–4.02                   |                   |                    |           |              |
| Elisabeth von Valois         | Anastasia Phillips   | 4.01–4.15                   |                   |                    |           |              |
| Luc Narcisse                 | Steve Lund           | 4.04–4.15                   |                   |                    |           |              |
| Heinrich III. von Frankreich | Jackson Hodge-Carter | 1.07, 1.12                  |                   |                    |           |              |
| Heinrich III. von Frankreich | Nick Slater          | 4.10–4.16                   | Patrick Baehr     |                    |           |              |
| Nicole Touchet               | Ann Pirvu            | 4.07–4.16                   |                   |                    |           |              |

## Ausstrahlung
Vereinigte Staaten
Die Serienpremiere erfolgte am 17. Oktober 2013 bei The CW. Die 22 Folgen der ersten Staffel wurde bis zum 15. Mai 2014 erstmals gezeigt. Die zweite Staffel wurde zwischen dem 2. Oktober 2014 und dem 14. Mai 2015 gesendet. Die dritte Staffel wird seit dem 9. Oktober 2015 ausgestrahlt.
Deutschland
Der Sender Sixx hat die deutschen Ausstrahlungsrechte an der Serie erworben. Vom 26. Februar 2015 bis zum 23. Juli 2015 wurde die erste Staffel auf Sixx ausgestrahlt. Die 2. Staffel wurde ab März 2016 ebenfalls bei Sixx ausgestrahlt, die 3. Staffel ab dem 5. Januar 2017.